# Златен глобус за най-добра актриса
Тази страница е за наградата, която се връчва от 1944 до 1950 г. Вижте също:
- Златен глобус за най-добра актриса в драматичен филм
- Златен глобус за най-добра актриса в мюзикъл или комедия
- Златен глобус за най-добра поддържаща актриса
- Златен глобус за изгряваща актриса

Златен глобус за най-добра актриса (на английски: Golden Globe Award for Best Actress in a Motion Picture) се връчва на първите 7 церемонии на наградите Златен глобус. През 1951 година е разделена в категории за „драма“ и „мюзикъл или комедия“.

## Победители и номинирани
| Година                | Актриса            | Филм                     | Филм на български        |
| --------------------- | ------------------ | ------------------------ | ------------------------ |
| 1-ва церемония (1944) | Дженифър Джоунс    | The Song of Bernadette   | Песента на Бернадет      |
| 2-ра церемония (1945) | Ингрид Бергман     | Gaslight                 | Светлина от газова лампа |
| 3-та церемония (1946) | Ингрид Бергман     | The Bells of St. Mary's  | Камбаните на Сейнт Мери  |
| 4-та церемония (1947) | Розалинд Ръсел     | Sister Kenny             | Сестра Кени              |
| 5-а церемония (1948)  | Розалинд Ръсел     | Mourning Becomes Electra |                          |
| 6-а церемония (1949)  | Джейн Уаймън       | Johnny Belinda           | Джони Белинда            |
| 7-а церемония (1950)  | Оливия де Хавиланд | The Heiress              | Наследницата             |